# Phanaeus amethystinus
Phanaeus amethystinus là một loài bọ cánh cứng trong họ Bọ hung (Scarabaeidae).